# Mikel Arruabarrena
Mikel Arruabarrena Arambide (ur. 9 lutego 1983 w Tolosie) – hiszpański piłkarz występujący na pozycji napastnika.
Karierę zaczynał w Athletic Bilbao, gdzie jednak nigdy nie przebił się do pierwszego zespołu. Potem występował także w rezerwach Osasuny, Xerez CD oraz CD Tenerife. 10 czerwca 2008 podpisał trzyletni kontrakt z Legią Warszawa, ponieważ według dyrektora Mirosława Trzeciaka był lepszy od Roberta Lewandowskiego. Po pół roku został wypożyczony do SD Eibar. 24 czerwca 2009 kontrakt Arruabarreny z Legią rozwiązano, a zawodnik powrócił do SD Eibar. Stamtąd był wypożyczony do CD Leganés i SD Huesca.

## Statystyki
(Aktualne na 15 lipca 2016)
| Klub              | Sezon   | Liga               | Liga  | Liga   | Puchar kraju | Puchar kraju | Europa | Europa | Inne  | Inne   | Suma  | Suma   |
| Klub              | Sezon   | Liga               | Mecze | Bramki | Mecze        | Bramki       | Mecze  | Bramki | Mecze | Bramki | Mecze | Bramki |
| ----------------- | ------- | ------------------ | ----- | ------ | ------------ | ------------ | ------ | ------ | ----- | ------ | ----- | ------ |
| Baskonia          | 2002/03 | Tercera División   | 36    | 5      | –            | –            | –      | –      | –     | –      | 36    | 5      |
| Bilbao Athletic   | 2003/04 | Segunda División B | 34    | 2      | –            | –            | –      | –      | –     | –      | 34    | 2      |
| Bilbao Athletic   | 2004/05 | Segunda División B | 34    | 15     | 0            | 0            | –      | –      | –     | –      | 34    | 15     |
| Osasuna B         | 2005/06 | Segunda División B | 35    | 12     | 0            | 0            | –      | –      | –     | –      | 35    | 12     |
| Xerez CD          | 2006/07 | Segunda División   | 25    | 5      | 2            | 0            | –      | –      | –     | –      | 27    | 5      |
| CD Tenerife       | 2007/08 | Segunda División   | 31    | 6      | 1            | 0            | –      | –      | –     | –      | 32    | 6      |
| Legia Warszawa    | 2008/09 | Ekstraklasa        | 6     | 0      | 2            | 0            | 2      | 0      | 5     | 1      | 15    | 1      |
| SD Eibar (wyp.)   | 2008/09 | Segunda División   | 13    | 1      | 0            | 0            | –      | –      | –     | –      | 13    | 1      |
| SD Eibar          | 2009/10 | Segunda División B | 34    | 6      | 1            | 1            | –      | –      | 4     | 0      | 39    | 7      |
| SD Eibar          | 2010/11 | Segunda División B | 0     | 0      | 1            | 0            | –      | –      | –     | –      | 1     | 0      |
| CD Leganés (wyp.) | 2010/11 | Segunda División B | 34    | 21     | 0            | 0            | –      | –      | 2     | 1      | 36    | 22     |
| SD Eibar          | 2011/12 | Segunda División B | 31    | 8      | 1            | 1            | –      | –      | 2     | 0      | 34    | 9      |
| SD Eibar          | 2012/13 | Segunda División B | 34    | 13     | 6            | 3            | –      | –      | 6     | 0      | 46    | 16     |
| SD Eibar          | 2013/14 | Segunda División   | 36    | 7      | 1            | 0            | –      | –      | –     | –      | 37    | 7      |
| SD Eibar          | 2014/15 | Primera División   | 34    | 9      | 0            | 0            | –      | –      | –     | –      | 34    | 9      |
| SD Eibar          | 2015/16 | Primera División   | 6     | 1      | 2            | 1            | –      | –      | –     | –      | 8     | 2      |
| SD Huesca (wyp.)  | 2015/16 | Segunda División   | 16    | 1      | 0            | 0            | –      | –      | –     | –      | 16    | 1      |
| Łącznie           | Łącznie | Łącznie            | 439   | 112    | 17           | 6            | 2      | 0      | 19    | 2      | 487   | 120    |